# Sữa mạch nha

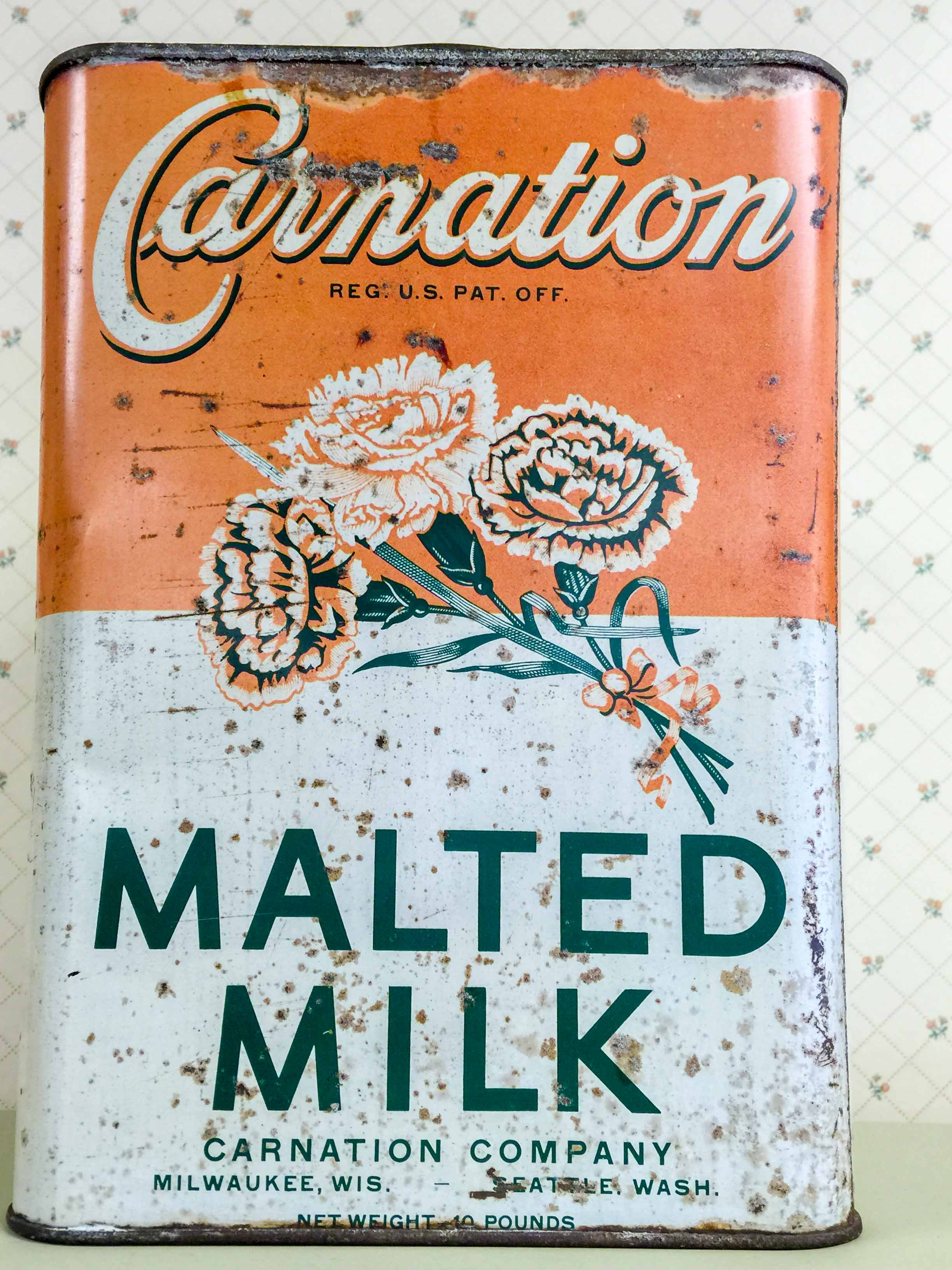
Một can sữa mạch nha

Sữa mạch nha là một loại cháo bột làm từ một hỗn hợp của lúa mạch, bột mì và sữa nguyên kem và được làm khô cho đến khi tạo thành bột. Bột mạch nha gồm có hai dạng là đường hóa và không đường hóa. Mạch nha đường hóa chứa các men phân hủy tinh bột thành đường; đây là dạng mà các thợ làm bánh them vào bột bánh mì để giúp tăng lượng bột và tạo ra lớp vỏ ngon. Mạch nha không đường hóa không có men hoạt động và dùng chủ yếu để tạo hương vị. Nó thường chứa đường, chất tạo màu và các phụ gia khác.

## Lịch sử

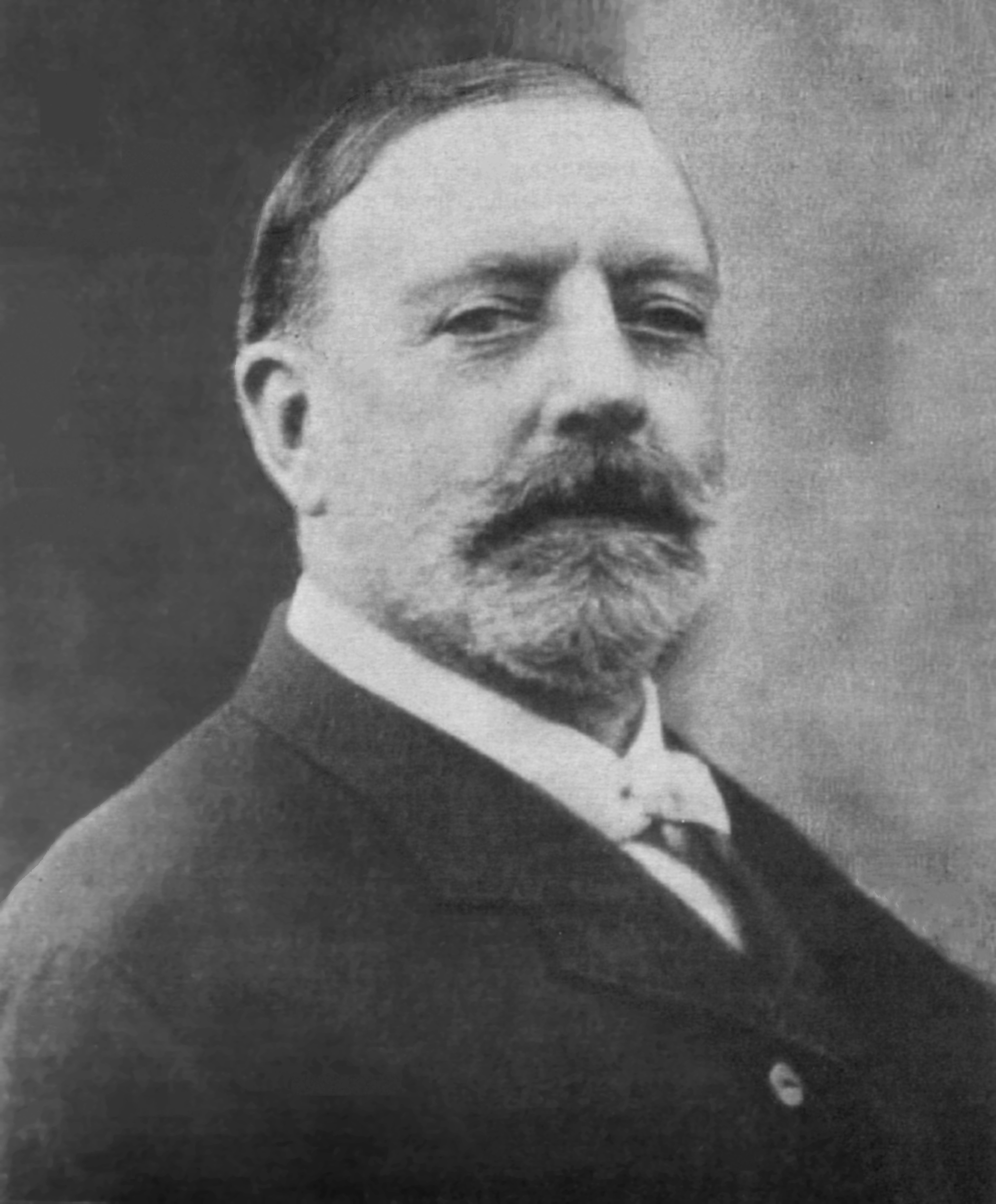
William Horlick

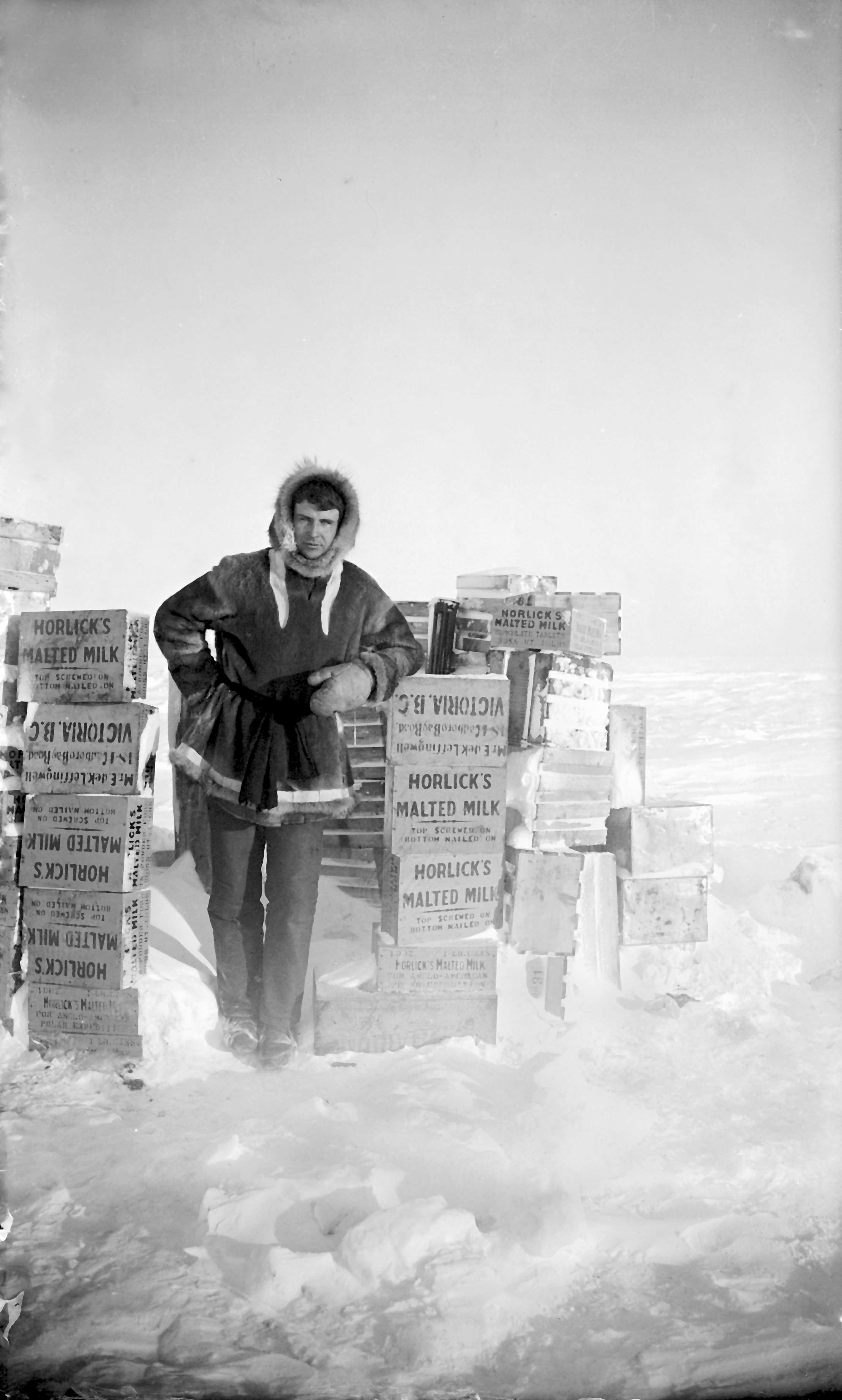
Nhà thám hiểm Ernest de Koven Leffingwell tạo dáng cùng với những hộp Sữa lúa mạch Horlick trên đảo Flaxman Island, Alaska, khoảng năm 1910

Dược sĩ người London, James Horlick đã phát triển ý tưởng về một sản phẩm bổ sung dinh dưỡng có nguồn gốc từ lúa mì và mạch nha dành cho trẻ em. Thất vọng về những cơ hội của mình ở Anh, James cùng với anh trai là William Horlick người từng đi tới Racine, Wisconsin, để làm việc trong mỏ đá của người họ hàng. Năm 1873, James và William thành lập J & W Horlicks để tạo dựng thương hiệu thực phẩm trẻ em ở gần Chicago. Mười năm sau, họ đã nhận được một bằng sáng chế cho một loại sữa bột công thức cải tiến mới. Ban đầu, công ty cho ra mắt sản phẩm trên thị trường với tên gọi "Diastoid", nhưng đăng kĩ nhãn hiệu "sữa mạch nha" vào năm 1887.
Dù nguồn gốc ban đầu là loại thực phẩm dinh dưỡng dành cho trẻ nhỏ và thương binh nhưng sữa mạch nha lại tìm được thị trường không ngờ đến. Các nhà thám hiểm đã mang loại thực phẩm này trên những chuyến đi khắp thế giới và đánh giá cao với những ưu điểm như trọng lượng nhẹ, bảo quản tốt, giàu dinh dưỡng. William Horlick đã trở thành người bảo trợ của chuyến thám hiểm Nam Cực và Đô đốc Richard E. Byrd đã lấy tên ông để đặt tên cho dãy núi ở Nam Cực là Horlick Mountains. Trở lại Mỹ, mọi người bắt đầu uống thức uống mới của Horlick để giải khát. James Horlick quay trở lại Anh để nhập khẩu sản phẩm của ông từ Mỹ và cuối cùng trở thành một nam tước. Sữa mạch nhà xuất hiện tại các máy bán nước giải khát và càn gtrở nên phổ biến hơn khi mạch nha được trộn cùng với kem tươi. "Các cửa hàng lúa mạch" xuất hiện với tên gọi bắt nguồn từ câu chuyện của anh em nhà Horlick.